# Stumpy Basin
Le Stumpy Basin est un bassin de canal du comté de Summit, dans l'Ohio, aux États-Unis. Protégé au sein du parc national de Cuyahoga Valley, ce bassin de l'Ohio and Erie Canal est inscrit au Registre national des lieux historiques depuis le 11 décembre 1979.